# Гарбаньяте-Монастеро
Гарбаньяте-Монастеро, Ґарбаньяте-Монастеро (італ. Garbagnate Monastero) — муніципалітет в Італії, у регіоні Ломбардія, провінція Лекко.
Гарбаньяте-Монастеро розташоване на відстані близько 500 км на північний захід від Рима, 35 км на північ від Мілана, 13 км на південний захід від Лекко.
Населення — 2448 осіб (2014).

## Демографія
Населення за роками:

Станом на 1 січня 2023 року в муніципалітеті офіційно проживало 197 іноземців з 33 країн, серед них 22 громадяни країн Євросоюзу та 5 громадян України.

## Сусідні муніципалітети
- Барцаго
- Бульчіаго
- Коста-Мазнага
- Мольтено
- Сіроне